# Condado de Barrow
O Condado de Barrow é um dos 159 condados do Estado americano de Geórgia. A sede do condado é Winder, e sua maior cidade é Winder. O condado possui uma área de 422 km², uma população de 46 144 habitantes, e uma densidade populacional de 110 hab/km² (segundo o censo nacional de 2000). O condado foi fundado em 7 de julho de 1914.